# 寄席の脚光
『寄席の脚光』（よせのきゃっこう、伊: Luci del varietà、英: Variety Lights、「ヴァラエティ・ショウの照明」の意）は、1950年製作・公開、アルベルト・ラットゥアーダおよびフェデリコ・フェリーニの共同監督によるイタリアの映画である。日本語での別題は『旅の灯』（たびのひ）。フェデリコ・フェリーニの監督デビュー作として知られる。

## 略歴・概要
本作は、1950年、アルベルト・ラットゥアーダとフェデリコ・フェリーニが「キャピトリウム」の名の下に製作、イタリアのラツィオ州ヴィテルボ県カプラーニカ、および同州のローマ市内でロケーション撮影を行って完成、同年12月6日にイタリア国内で公開された。翌1951年（昭和26年）、ナストロ・ダルジェント賞で助演女優賞をジュリエッタ・マシーナが獲得する。
日本では、劇場公開されていないが、フェデリコ・フェリーニの監督デビュー作として『寄席の脚光』のタイトルで多く紹介され、のちにVHSのフォーマットでビデオグラム発売されている。フランス映画社が公開予定作のラインナップに『旅の灯』のタイトルでアナウンスしていたこともあったが、劇場公開は実現しなかった。

## スタッフ
- 製作・監督 : アルベルト・ラットゥアーダ、フェデリコ・フェリーニ
- 脚本 : アルベルト・ラトゥアーダ、フェデリコ・フェリーニ、トゥリオ・ピネッリ （Tullio Pinelli）、エンニオ・フライアーノ （Ennio Flaiano）
- 撮影 : オテッロ・マルテッリ （Otello Martelli）
- 美術・衣裳 : アルド・ブッツィ （Aldo Buzzi）
- 編集 : マリオ・ボノッティ （Mario Bonotti [3]）
- 音楽 : フェリーチェ・ラットゥアーダ （Felice Lattuada）

## キャスト
クレジット順
- ペッピノ・デ・フィリッポ （Peppino De Filippo） - Checco Dal Monte
- カルラ・デル・ポッジョ （Carla Del Poggio） - Liliana 'Lily' Antonelli
- ジュリエッタ・マシーナ - Melina Amour
- ジョン・キッツミラー （John Kitzmiller） - トランペット奏者 Johnny
- ダンテ・マッジオ （Dante Maggio） - Remo
- ケッコ・ドゥランテ （Checco Durante） - 劇場主
- ジーナ・マセッティ （Gina Mascetti） - Valeria del Sole
- ジュリオ・カリ （Giulio Calì） - 奇術師 Edison Will
- シルヴィオ・バゴリーニ （Silvio Bagolini） - Bruno Antonini
- ジャコモ・フリア （Giacomo Furia） - Duke
- マリオ・デ・アンジェリス （Mario De Angelis [4]） - Maestro
- ヴァンジャ・オリーコ （Vanja Orico） - ブラジル人歌手 Moema
- エンリコ・ピエルジェンティリ （Enrico Piergentili [5]） - Melina の父親
- レナート・マラヴァージ （Renato Malavasi） - ホテル経営者
- ジョー・ファレッタ （ジョゼフ・ファレッタ、Joseph Falletta [6]） - Pistolero Bill
- フォルコ・ルッリ （Folco Lulli） - Adelmo Conti
- カルロ・ロマノ （Carlo Romano） - Enzo La Rosa
- ファニー・マルキーオ （Fanny Marchiò） - Soubrette
- フランカ・ヴァレーリ （Franca Valeri） - ハンガリー人デザイナー Mitzy
- ボヌッチ （アルベルト・ボヌッチ、Alberto Bonucci） - ナイトクラブの芸人
- カプリオリ （ヴィットリオ・カプリオリ、Vittorio Caprioli） - ナイトクラブの芸人

クレジット外
- アルベルト・ラットゥアーダ - 劇場のアテンダント
- ジョヴァンナ・ラリ （Giovanna Ralli）

## 関連事項
- イタリア式コメディ
- ネオレアリズモ
- ナストロ・ダルジェント助演女優賞 （Nastro d'Argento Best supporting Actress）

## 註
1. 1 2 3  Variety Lights, Internet Movie Database （英語）, 2010年8月24日閲覧。
2. ↑  寄席の脚光、allcinema ONLINE、2010年8月24日閲覧。
3. ↑  Mario Bonotti - IMDb（英語）, 2010年8月24日閲覧。
4. ↑  Mario De Angelis - IMDb（英語）, 2010年8月24日閲覧。
5. ↑  Enrico Piergentili - IMDb（英語）, 2010年8月24日閲覧。
6. ↑  Joseph Falletta - IMDb（英語）, 2010年8月24日閲覧。